# جو أنغر
جو أنغر (بالإنجليزية: Joe Unger)‏ هو ممثل أمريكي، ولد في 12 مارس 1940 في الولايات المتحدة.

## أعمال

### أفلام
- (1984) كابوس شارع إيلم[1]

## وصلات خارجية
- جو أنغر على موقع IMDb (الإنجليزية)
- جو أنغر على موقع قاعدة بيانات الفيلم (الإنجليزية)